# Рижское высшее военно-политическое Краснознамённое училище имени Маршала Советского Союза С. С. Бирюзова
56°59′40″ с. ш. 24°10′40″ в. д.

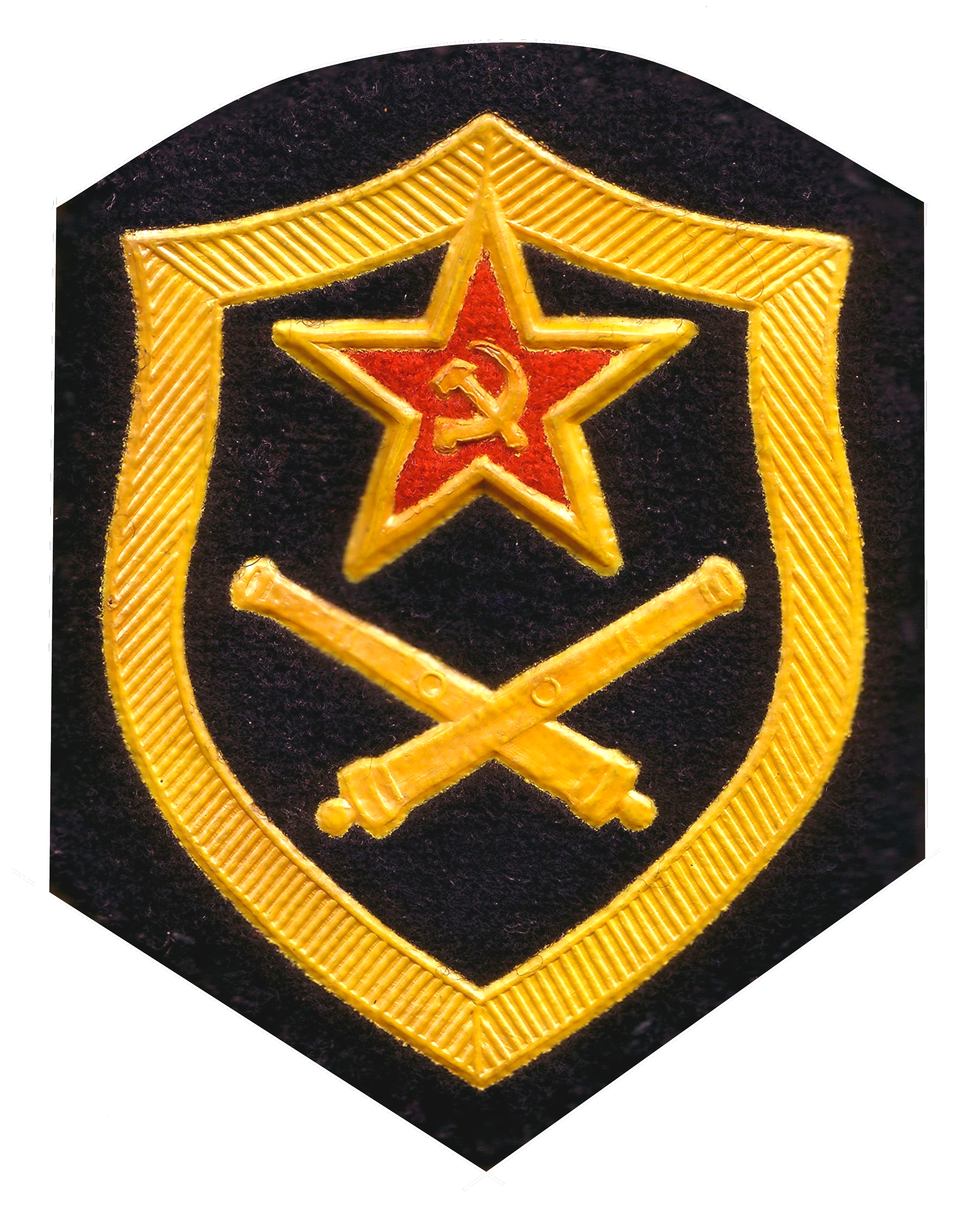
Нарукавный знак по роду сил (службе) ракетных войск стратегического назначения СССР

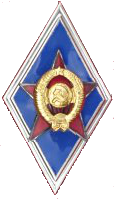
Нагрудный знак,
ВС СССР,
за окончание военно-учебного заведения — высших военных училищ и военных институтов.

Рижское высшее военно-политическое училище (латыш. S. Birjuzova Rīgas Augstākā politiskā karaskola) — ныне не существующее высшее военное учебное заведение ВС СССР, существовавшее с 1977 года по 1992 год.
Действительные наименования училища:
- полное — Рижское высшее военно-политическое Краснознамённое училище имени Маршала Советского Союза С. С. Бирюзова;
- сокращённое — РВВПКУ.

Училище было расквартировано в городе Рига, Латвийская ССР. Расформировано в связи с распадом СССР. Все учебные здания РВВПКУ передали созданной Полицейской академии Латвии, в 1991 году Национальной академии обороны Латвии.

## История
Рижское высшее военно-политическое Краснознамённое училище имени Маршала Советского Союза Бирюзова С. С. является преемником и наследником ордена Красного Знамени Училища береговой обороны Военно-морских Сил РККА имени ЛКСМ Украины, созданного приказом Реввоенсовета СССР № 334 от 18 апреля 1931 года в Севастополе.
Училище изначально было многопрофильным. В нём готовили командиров и техников по многим специальностям: артиллеристов главного калибра для кораблей и береговых батарей, артиллеристов-зенитчиков для кораблей, химиков и пиротехников.

#### Училище в годы ВОВ.
С началом Великой Отечественной войны личный состав Военно-морского училища БО находится на военном положении. Курсанты, наряду с тем, что учились, отражали воздушные налёты вражеской авиации, принимали участие в боевом травлении мин, строили оборонительные сооружения и охраняли стратегически важные объекты города Севастополя.
В связи со сложной обстановкой, сложившейся в районе Одессы, 22 августа 1941 по призыву Военного Совета флота на защиту Одессы из училища была послана группа добровольцев из матросов, старшин и офицеров во главе с майором Потаповым А. С. преподавателем кафедры тактики. За образцовое выполнение задания майор Потапов А. С. был награждён орденом Ленина.
С 1 октября 1941 г. по ходатайству Управления связи ВМФ началась подготовка командиров-связистов для кораблей и береговых частей.
28-29 октября 1941 года немецко-фашистские войска перешли в наступление по всему Крымскому фронту. Возникла реальная угроза Севастополю. В этой обстановке в городе было введено осадное положение. Военный Совет флота принимал экстренные меры по подготовке города к обороне. Из моряков кораблей и береговых частей были сформированы отдельные отряды, батальоны и направлены на дальние подступы к городу.
Одним из первых в район Бахчисарая был отправлен отряд нашего училища. Весь личный состав училища был сведён в отдельный курсантский батальон. Батальон состоял из роты начальствующего состава, пяти курсантских рот, в том числе миномётной, пулемётной, трёхорудийной 76-миллиметровой артиллерийской батареи. 30 октября, заняв рубеж обороны в 4 километрах юго-западнее Бахчисарая, курсанты по приказу своих командиров приступили к оборудованию инженерных оборонительных сооружений. С 31 октября батальон отражал атаки вражеской пехоты, поддерживаемые авиацией, артиллерией и танками. Противник обрушил на наши позиции шквал огня, но батальон удерживал рубеж обороны, курсанты проявляли массовое мужество.
В ночь с 4 на 5 ноября курсантский батальон, выполнив приказание командующего ЧФ на бахчисарайском направлении, был переброшен в район Мекензиевых гор, где с 7 бригадой морской пехоты ЧФ и батальоном Дунайской флотилии наносили врагу ощутимые удары.
Решением Военного Совета ЧФ от 17 ноября 1941 года преподавательский и начальствующий состав училища был снят с фронта и направлен на Кавказ в город Ленкорань.
В районе Мекензиевых гор в состав 105 отдельного сапёрного батальона 25 Чапаевской дивизии временно были переданы три курсантские роты под командованием воспитанников училища, лейтенантов Н. Иноземцева, Н. Пигода, Г. Воинова, которые выполняли боевые задачи фронта до 14 февраля 1942 года.
В августе 1942 г. на Кавказе в районе г. Орджоникидзе сложилась тяжёлая обстановка. Немецко-фашистское командование сосредоточило большие силы, стремясь сходу захватить г. Орджоникидзе, проникнуть в Суарское ущелье и по Военно-грузинской дороге устремиться на гг. Баку и Тбилиси. Начальником Военно-морского Училища Береговой Обороны капитаном 2 ранга Карандасовым П. Л. 17 августа 1942 г. был издан приказ о переброске в этот район отдельного отряда курсантов в количестве 201 человека, в состав которого вошли 95 курсантов-участников героической обороны Севастополя и 106 курсантов Ленкоранского набора.
Отряд был направлен в район формирования 34 отдельной морской стрелковой бригады, под командованием Героя Советского Союза генерал-майора Антонова В. С., куда вошли курсанты нескольких морских училищ.
Из курсантов Севастопольского военно-морского училища береговой обороны был сформирован отдельный истребительный противотанковый дивизион в составе двух батарей 45 мм и двух рот противотанковых ружей под командованием капитана Престинского М. А. Позже дивизион получил 37 мм батарею.
Остальные курсанты нашего училища вошли в разведывательный взвод бригады и роту автоматчиков. После непродолжительной подготовки, в конце октября 1942 г., курсантская бригада была направлена на защиту г. Оржоникидзе, где заняла оборону в районе селений Ардон, Дзуерикау, вдоль реки Фиагдон.
На оборонительные позиции противник бросил авиацию, более двухсот единиц бронетанковой техники. Бригада вела бои по удержанию оборонительных рубежей и уничтожению ресурсов противника. Немецко-фашистские войска понесли потери в живой силе, оставили не один десяток подбитых и сожжённых танков, автомашин, транспортёров.
Курсантский противотанковый дивизион с боями дошёл до подступов к Берлину. За проявленные мужество и отвагу в боях с противником артиллерийский противотанковый дивизион был награждён орденом Александра Невского.
Перегруппировав свои силы, советские войска от обороны перешли в контрнаступление, окружив вклинившиеся в нашу оборону части противника, и, уничтожив их. Потери в живой силе под г. Орджоникидзе составили более 5 тысяч убитыми солдат и офицеров вермахта.
В дальнейшем, в составе 34 морской стрелковой бригады и 301 стрелковой дивизии курсанты нашего училища принимали участие в освобождении городов и населённых пунктов Северного Кавказа, Кубани, Донбасса, юга Украины, участвовали в разгроме Яссо-Кишенёвской группировки противника, добивали захватчиков на территории Польши и подступах к Берлину.
В конце 1942 года училище передислоцировалось в сибирский посёлок Танхой, а осенью 1943 года из Танхоя во Владивосток. В условиях частых перемещений, при отсутствии должной материально-технической базы училище продолжало непрерывно готовить и выпускать для ВМФ офицеров-артиллеристов, связистов, арттехников.
За годы Великой Отечественной войны училище выпустило сотни офицеров. У стен Москвы и под Ленинградом, на Чёрном, Балтийском и Баренцевом морях, на Тихом океане, в Заполярье, на Волге, на Днепре и Дунае внесли свою долю в Победу наши выпускники.
Указом Президиума Верховного Совета СССР от 22 января 1944 года «За образцовое выполнение боевых заданий командования на фронте борьбы с немецко-фашистскими захватчиками и проявленную при этом доблесть и мужество» училище было награждено орденом Красного Знамени.
Великий В. И., Желваков И. М., Калинин М. М., Терновский Г. В., Почтарёв Т. А., Хворостянов И. А. были удостоены звания Героя Советского Союза.

#### После 9 Мая 1945 г.
После войны перед училищем встала задача подготовки офицерских кадров для береговой обороны Военно-Морского Флота с учётом опыта войны. Однако отдалённое место расположения училища не способствовало подготовке военных кадров в те послевоенные годы. Севастополь лежал в руинах.

#### В рижском регионе.
Согласно приказу народного комиссара ВМФ к 1 ноября 1945 года 50 % офицерского состава и 40 % курсантов училища перебазируются в Ригу. Остальной личный состав и вся техника прибыли в Ригу к 30 января 1946 года.

#### Развитие науки, средств технических вооружений, программы обучения, типов предотвращения и разрешения военных конфликтов, систем ракетно-ядерного оружия в СССР.
Решением Совета Министров СССР от 28 сентября 1954 года КУБО ВМС было преобразовано в высшее учебное заведение 1 категории. Приказом Главнокомандующего ВМС от 11 октября 1954 года училище было переименовано в Высшее Краснознамённое училище береговой артиллерии ВМС (ВКУБА ВМС).
С 31 декабря 1959 года училище в составе РВСН.
6 марта 1965 года училищу присвоено имя Маршала Советского Союза Бирюзова Сергея Семёновича.
Училище подготовило командиров-инженеров по баллистическим ПГРК РСД «Пионер», стоявших на боевом дежурстве РВСН СССР с 30 августа 1976 года до 1991 года, ликвидированными в соответствии с условиями Договора о РСМД. За время испытаний, эксплуатации и ликвидации было отстреляно 190 ракет РСД-10. Все пуски были успешными. При этом вероятность попадания в цель составила 98 %.
С 1977 года училище стало военно-политическим и было переименовано в Рижское высшее военно-политическое Краснознаменное училище им. Маршала Советского Союза Бирюзова С. С. Были сформированы три факультета: № 1 — военно-политический для РВСН, № 2 — военно-политический для ГУКОСа, № 3 — командно-инженерный РВСН со сроком обучения 5 лет. Дополнительно созданы новые кафедры и разработаны специальные учебные планы и программы подготовки офицеров, а также необходимая для этого материальная база. Училище построило для себя комплекс зданий на улице Эзермалас и на берегу Киш-озера. Здесь же были построены стандартные учебные корпуса, казармы, штабные здания, столовая, спортивный зал и склады.
При подготовке офицеров в то время, наряду с теоретическими занятиями, практиковались выезды курсантов на загородную базу (дивизион учебно-боевого обеспечения) в Лиласте, комплексные тактико-специальные учения, учебно-боевые дежурства и тренажи. При этом учения проводятся методом двухсторонней военной игры, как на командных пунктах, так и в полевых условиях. С 1986 года организуются комплексные полевые выходы на 7-10 дней в составе курса. Будущие командиры совершали 35-километровые марши с полной выкладкой и сопутствующей отработкой задач на тактическом фоне, с курсантами проводили специальные занятия по автомобильной подготовке. Во время таких учений курсанты преодолевали 100-километровые марши и решали тактические задачи по защите от оружия массового поражения.
В 1991 году состоялся последний выпуск офицеров командно-инженерного факультета из училища, первые, вторые и третьи курсы всех политических факультетов, и весь командно-инженерный факультет, кроме выпускного курса, перевели в ракетные училища России. Тем, кто не хотел продолжать обучение, предоставлялось право увольнения из армии в запас, с выдачей информации о полученной системе знаний и навыков в академической справке установленного образца на номерных бланках Гознака к военному билету военнослужащего, позволяющей, при его желании, продолжать высшее образование по выбранному роду деятельности. Четвертые курсы политических факультетов были оставлены в училище для его охраны и окончания учебы. Две группы 2-го факультета уехали в ленинградскую Военную Академию им. Можайского. Последний выпуск офицеров, получивших военно-психологическое образование, состоялся 29 апреля 1992 года. 30 июня 1992 года училище было расформировано.
К этому времени советская централизованная экономическая система в рижском регионе рухнула. В структурах высшего гражданского технического образования началось освоение знаний, технологий и рынка западных стран.

#### Копия ордена Красного Знамени училища.
Из отчёта о работе Санкт-Петербургского Совета ветеранов училища за 2014 год: «В апреле проведено собрание секции ветеранов Рижского училища, посвящённое 83-й годовщине со дня его образования. На собрании присутствовало 34 ветерана, которым была представлена копия Знамени Рижского ВКИКУ им. Бирюзова С. С. с копией ордена Красного Знамени и орденской лентой».
Орден Красного Знамени училища, или его копия [уточнить], выносился в 2016 г. в Музее ВКА имени Можайского А. Ф. в г. Санкт-Петербурге на знамени РВКИКУ имени Маршала Советского Союза Бирюзова С. С., где с 23 по 24 апреля проходила, организованная Советом ветеранов училища, встреча однополчан по случаю 85-й Годовщины его создания, 50-летия поступления и 45-летия окончания РВКИКУ выпускников 1971 года. Разрабатывался нагрудный знак, посвящённый 85-летию училища, и Альманах № 7 о деятельности Бирюзовцев с 2011 по 2016 годы.

## Командно-инженерный факультет
Одними из основных целей службы, встроенных в учебный процесс, было получение курсантами практических методов, принципов организации, понимания использования систем современных технических вооружений и связи для выполнения поставленных заданий командования на научной и военной основе, обучение управлению личным составом. По прибытии в полки в послужной стези выпускников личный училищный АК замещался одной из систем МБР РВСН и военная служба продолжалась. В шестёрку топа дисциплин, по количеству часов, учебной программы курсантов командно-инженерного факультета входят математический анализ, физика, теория электро- и радиоцепей, системы и средства связи, эксплуатация, техническая электроника.

## Начальники
- полковник Райцен Семён Михайлович (1931—1938),
- капитан 2 ранга Карандасов Пётр Лукьянович (1938— ?),
- капитан 2 ранга Костышин Василий Андреевич (?—?),
- генерал-майор артиллерии Большаков Иван Анисимович (1944—1955),
- генерал-майор Черкасов Пётр Иванович (1955—1959),
- генерал-майор Васильев Анатолий Алексеевич (1959—1963),
- генерал-лейтенант Новиков Владимир Александрович (1963—1967),
- генерал-майор Березняк Николай Иванович (1967—1973),
- генерал-майор Глущенко Андрей Иванович (1973—1977),
- генерал-майор Михайлов Виктор Михайлович (1977—1986),
- генерал-майор Сидоренко Анатолий Савельевич (1986—1992).

## Название
За время существования военное училище меняло профиль, форму обучения, место размещения и имело следующие наименования:
- 1931 — Училище береговой обороны Военно-Морских Сил РККА (УБО ВМС) (Севастополь, с 1941 — Ленкорань, Танхой, Владивосток)
- 1944 — Краснознамённое училище береговой обороны Военно-Морского Флота (КУБО ВМФ) (Владивосток → Рига)
- 1946 — Краснознамённое артиллерийское училище береговой обороны ВМФ (КАУБО ВМФ) (Рига)
- 1946 — Краснознамённое артиллерийское училище береговой обороны ВМС (КАУБО ВМС) (Рига)
- 1954 — Высшее Краснознамённое училище береговой артиллерии ВМС (ВКУБА ВМС) (Рига)
- 1958 — Рижское высшее Краснознамённое артиллерийское инженерное училище (РВКАИУ) (Рига)
- 1963 — Рижское высшее командно-инженерное Краснознамённое училище (РВКИКУ) (Рига)
- 1965 — Рижское высшее командно-инженерное Краснознамённое училище имени Маршала Советского Союза Бирюзова С. С. (РВКИКУ им. Бирюзова) (Рига)
- 1972 — Рижское высшее военное Краснознамённое училище имени Маршала Советского Союза С. С. Бирюзова (Рига)
- 1973 — Рижское высшее военное командное Краснознамённое училище имени Маршала Советского Союза С. С. Бирюзова (Рига)
- 1977 — Рижское высшее военно-политическое Краснознамённое училище имени Маршала Советского Союза Бирюзова С. С. (РВВПКУ им. Бирюзова) (Рига)